# Pseudocheilinus

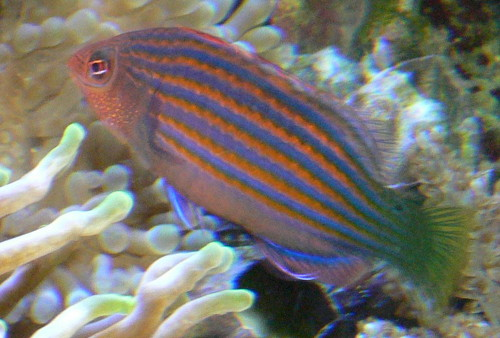
Pseudocheilinus hexataenia

 Pseudocheilinus és un gènere de peixos de la família dels làbrids i de l'ordre dels perciformes.

## Taxonomia
- Pseudocheilinus citrinus (Randall, 1999)[1]
- Pseudocheilinus dispilus (Randall, 1999)[1]
- Pseudocheilinus evanidus (Jordan i Evermann, 1903)[2]
- Pseudocheilinus hexataenia (Bleeker, 1857)[3]
- Pseudocheilinus ocellatus (Randall, 1999)[1]
- Pseudocheilinus octotaenia (Jenkins, 1901)[4]
- Pseudocheilinus tetrataenia (Schultz a Schultz, Chapman, Lachner i Wood, 1960)[5][6][7][8]